# Gottfried August Homilius

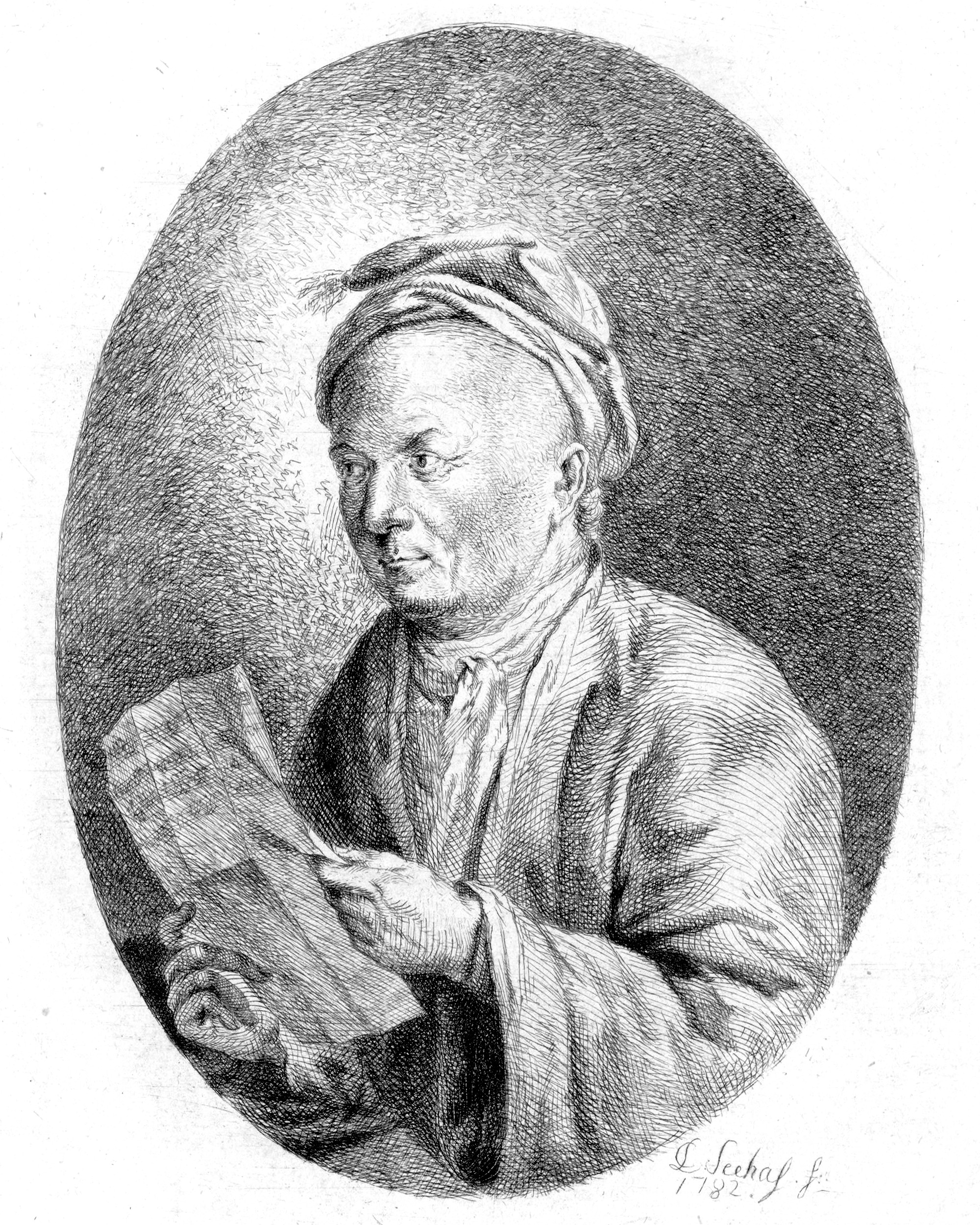
Gottfried August Homilius 1782, incisione di Christian Ludwig Seehas

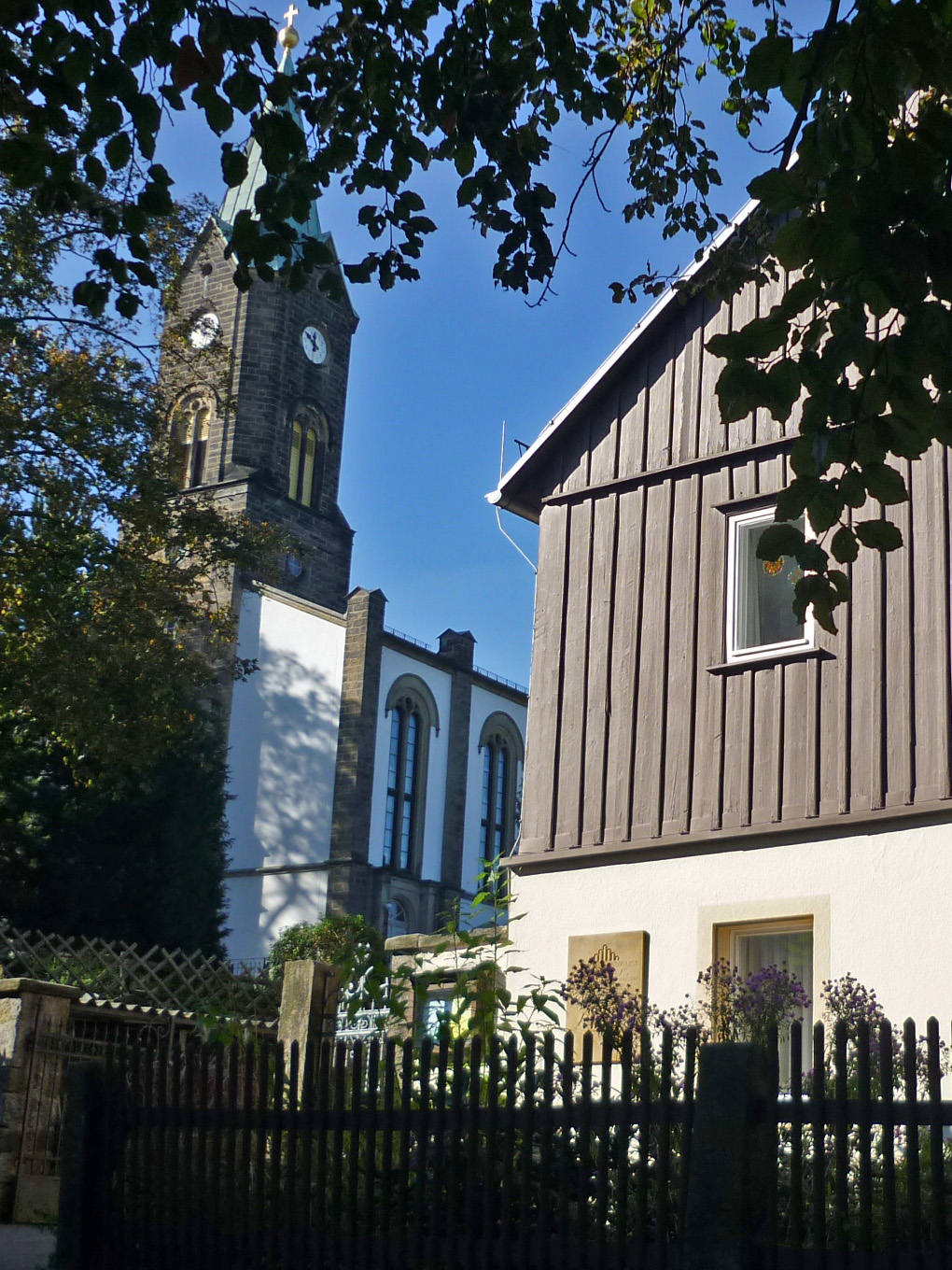
Targa sulla casa dove nacque G.A. Homilius a Rosenthal-Bielatal

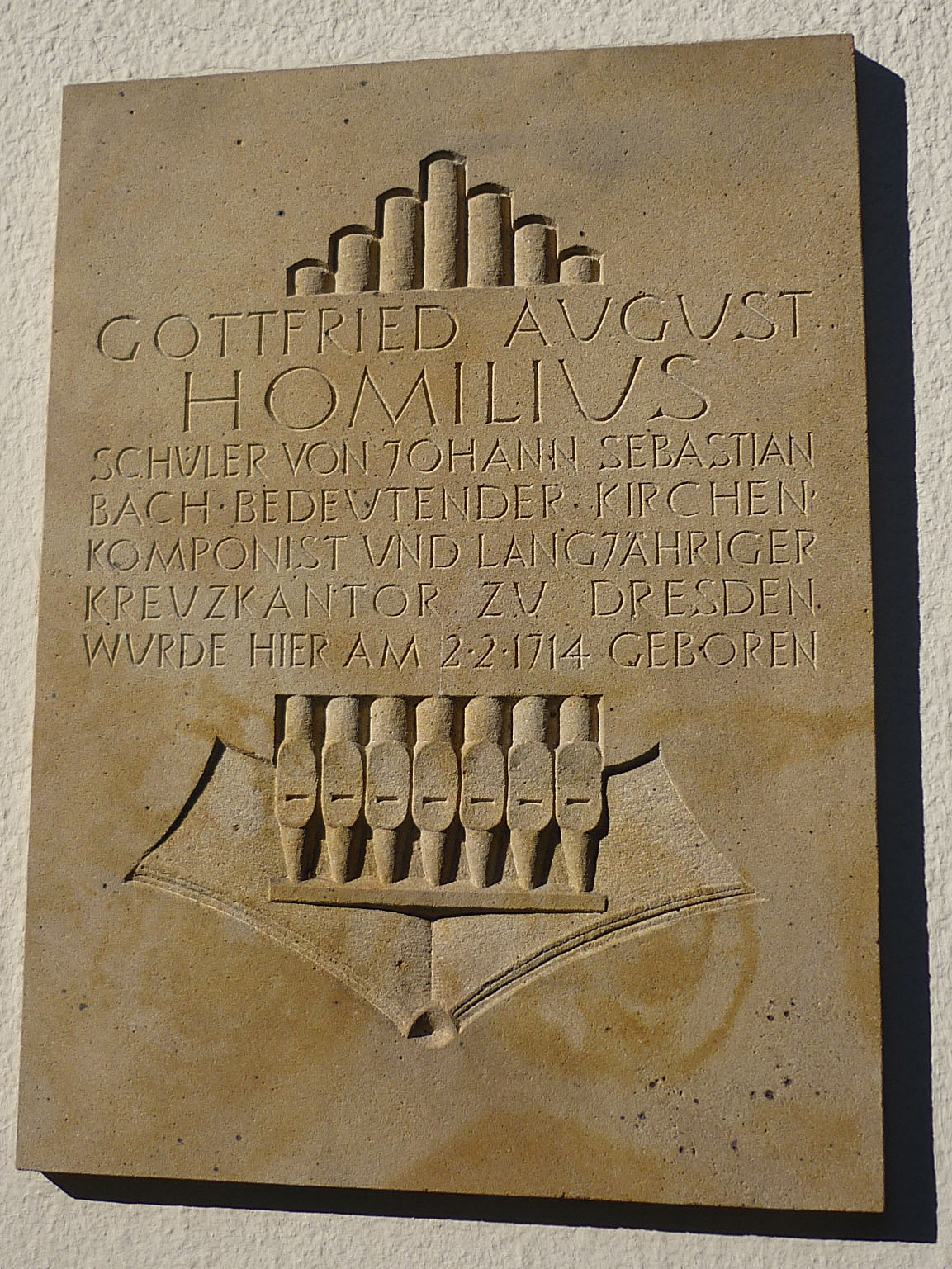
Targa per G. A. Homilius

Gottfried August Homilius (Rosenthal-Bielatal, 2 febbraio 1714 – Dresda, 2 giugno 1785) è stato un compositore e direttore di coro tedesco.

## Biografia
Dopo aver frequentato l'Annenschule a Dresda, Homilius studiò legge a Lipsia. Era già musicalmente attivo in quella città e sostituiva temporaneamente l'organista della Nikolaikirche Johann Schneider. Probabilmente era uno degli allievi di Johann Sebastian Bach. Dal 1742 divenne organista presso la Frauenkirche di Dresda e dal 1755, succedette a Theodor Christlieb Reinhold e fu cantore e direttore musicale nelle tre chiese principali di Dresda, ma il suo principale luogo di attività fu la Frauenkirche di Dresda, dopo che la Kreuzkirche fu distrutta dalle truppe prussiane nel 1760 e il nuovo edificio fu consacrato solo nel 1792. Homilius morì a Dresda nel 1785 e fu sepolto al Johanniskirchhof. La sua tomba non è sopravvissuta.

## Opere e significato
Homilius componeva principalmente musica da chiesa: più di 10 passioni (una stampata nel 1775 da Breitkopf e Härtel a Lipsia con il titolo Ein Lämmlein geht und trägt die Schuld), un oratorio per Natale (1777) e Pasqua, oltre 60 mottetti, 180 cantate, 4 magnificat, corali, preludi e preludi corali. Ha tramandato anche una serie di "canti massonici" e un trattato sul basso continuo. Nel 1776 fu definito "probabilmente il miglior compositore di musiche da chiesa attuale". Dopo la sua morte, Ernst Ludwig Gerber arrivò persino alla conclusione che Homilius era "senza dubbio il nostro più grande compositore da chiesa".
Le composizioni vocali di Homilius godettero, fino al XIX secolo, di grande popolarità. Un gran numero di copie conservate fino ad oggi testimoniano la diffusione delle sue opere. Nel corso della riscoperta di Homilius, degli ultimi anni, molte delle opere ritrovate, del presunto allievo di Bach e Kreuzkantor, sono state pubblicate su CD in prime registrazioni.